# Oberhausen (Kürten)
Oberhausen ist ein Wohnplatz in der Gemeinde Kürten im Rheinisch-Bergischen Kreis.

## Beschreibung und Lage
Oberhausen liegt abseits überörtlicher Straßen im Südwesten der Gemeinde Kürten auf einem Höhenzug zwischen den Ortsteilen Biesfeld und Oberkollenbach. In der Nähe entspringt der Kollenbach, ein Bach, der in die Sülz mündet. Der Name kommt nach Interpretation des örtlichen Geschichtsvereins von den Häusern, die oberhalb der älteren Siedlung Kollenbach errichtet wurden. Mundartlich spricht man von op Övverhusen.

## Geschichte
Die Topographia Ducatus Montani des Erich Philipp Ploennies aus dem Jahre 1715, Blatt Amt Steinbach, belegt, dass der Ort bereits 1715 bestand und aus mehreren Höfen bestand. Aus der Charte des Herzogthums Berg 1789 von Carl Friedrich von Wiebeking geht hervor, dass Oberhausen zu dieser Zeit Teil der Honschaft Kollenbach im Kirchspiel Kürten war.
Unter der französischen Verwaltung zwischen 1806 und 1813 wurde das Amt Steinbach aufgelöst und Oberhausen wurde politisch der Mairie Kürten im Kanton Wipperfürth im Arrondissement Elberfeld zugeordnet. 1816 wandelten die Preußen die Mairie zur Bürgermeisterei Kürten im Kreis Wipperfürth. Oberhausen gehörte zu dieser Zeit zur Gemeinde Kürten.
Der Ort ist auf der Topographischen Aufnahme der Rheinlande von 1824 und auf der Preußischen Uraufnahme von 1840 als Oberhausen verzeichnet. Ab der Preußischen Neuaufnahme von 1892 ist er auf Messtischblättern regelmäßig als Oberhausen verzeichnet.
Der 1845 laut der Uebersicht des Regierungs-Bezirks Cöln als Hof kategorisierte Ort besaß zu dieser Zeit sechs Wohnhäuser. Zu dieser Zeit lebten 37 Einwohner im Ort, davon alle katholischen Bekenntnisses. Im Gemeindelexikon für die Provinz Rheinland von 1888 werden sieben Wohnhäuser mit 34 Einwohnern angegeben.
1927 wurden die Bürgermeisterei Kürten in das Amt Kürten überführt. In der Weimarer Republik wurden 1929 die Ämter Kürten mit den Gemeinden Kürten und Bechen und Olpe mit den Gemeinden Olpe und Wipperfeld zum Amt Kürten zusammengelegt. Der Kreis Wipperfürth ging am 1. Oktober 1932 in den Rheinisch-Bergischen Kreis mit Sitz in Bergisch Gladbach auf.
1975 entstand aufgrund des Köln-Gesetzes die heutige Gemeinde Kürten, zu der neben den Ämtern Kürten, Bechen und Olpe ein Teilgebiet der Stadt Bensberg mit Dürscheid und den umliegenden Gebieten kam.